# Dernő
Dernő (szlovákul: Drnava) község Szlovákiában, a Kassai kerület Rozsnyói járásában.

## Fekvése
Rozsnyótól 10 km-re keletre, a Csermosnya patak partján fekszik.

## Története
A falut 1364-ben említik először, de valószínűleg sokkal előbb keletkezett. Régi források szerint már a 12. században német bányászok dolgoztak a környékbeli hegyekben. A falu kezdetben a krasznahorkai váruradalomhoz tartozott. A Bebekek, majd kihalásuk után az Andrássyak birtoka. 1569-ben kétszer is feldúlta a török. Vasércbányáit a 17. században nyitották, 1650-ben a Sontágh család bérelte. A 18. században a bányák is az Andrássyak tulajdonába kerültek. 1745-től Rahel György bérelte a vasolvasztókat. 1779-ben épült egyszerű szalmatetős temploma, majd a század végén felépült az Andrássy-kastély is. Egymás után alakultak a vasipari vállalkozások. 1805-ben a falu területén négy vasolvasztót építettek. 1821-ben itt épült meg az akkori Magyarország legnagyobb vasgyára. 1838-ban felépült a finomvasöntöde. Az 1848-49-es szabadságharcban a falu határában dúló harcokban 9 honvéd esett el. Az 1855-ös párizsi világkiállításon a vasgyár ezüstérmet kapott. 1873-ban kolera, 1878-ban árvíz pusztította. 1880-ban fűrésztelep épült a község határában.
A 18. század végén Vályi András így ír róla: „DERNŐ. Dernan. Magyar falu Torna Vármegyében, földes Ura Gróf Andrásy Uraság, lakosai katolikusok, és reformátusok, fekszik Hárskutnak szomszédságában, mellynek filiája, Szepes, és Gömör Vármegyének szomszédságokban, Jólsvafőtöl két mértföldnyire, magos hegyek között, ’s az Uraságnak szép kastéllyával díszesíttetik, kies gyümöltsös, és nagy vadaskert, halas tó is vagyon itten; határja termékeny, tulajdonságai hasonlítanak Barka falujáéhoz, vagyonnyainak eladására jó alkalmatossága Rozsnyón, második Osztálybéli."
Fényes Elek 1851-ben kiadott geográfiai szótárában így ír a faluról: „Dernő, Abauj-Torna v. magyar falu, ut. p. Rosnyóhoz keletre 1 1/2 mfdnyire: 683 kath., 253 ref. lak. Kath. fil. anyaszentegyház. Kastély. Sok erdő és gyümölcs. Hegyes határ. Fürészmalom. Látni itt ritka jelességü vashámorokat. F. u. gróf Andrásy György."
Borovszky monográfiasorozatának Gömör-Kishont vármegyét tárgyaló része szerint: „Dernő, a Csermosnya patak mellett fekvő magyar kisközség, körjegyzőségi székhely, 193 házzal és 970 róm. kath. vallású lakossal. Hajdan Krasznahorka vár tartozéka volt és a Bebekek után az Andrássyak kezébe került, s ezek egyike, Andrássy István itt a XVIII. század vége felé kastélyt építtetett. A Szontágh családnak itt már 1650-ben vasérczbányája volt. Andrássy György alapította és építtette a híres dernői vasgyárat, mely a budapesti lánczhídhoz is szállított vasrészeket. 1745-ben N. Rhaell György volt a hámor bérlője, most pedig a rimamurány-salgótarjáni vasmű r. t. A község azelőtt Torna vármegyéhez tartozott. Van itt olvasókör, vasgyári igazgatóság és bányagondnokság. 1848-ban kisebb harcz is volt határában. Az ekkor elesett honvédeket itt temették el. A róm. kath. templom 1839-ben épült. Postája van a községnek, de a távíró-állomása Krasznahorkaváralja, vasúti állomása pedig Rozsnyó. Ide tartozik Kornalippa puszta, mely már a középkorban is szerepel."
1913-ban végleg bezárták a vasgyárat. 1920-ig Gömör-Kishont vármegye Rozsnyói járásához tartozott. 1938 és 1945 között újra Magyarország része.

## Népessége
| Év:            | 1994. | 2004.   | 2014.   | 2024.   |
| -------------- | ----- | ------- | ------- | ------- |
| Emberek száma: | 658   | 672     | 696     | 689     |
| Eltérés:       |       | +2,12 % | +3,57 % | -1,00 % |

| Év:            | 2023. | 2024.   |
| -------------- | ----- | ------- |
| Emberek száma: | 684   | 689     |
| Eltérés:       |       | +0,73 % |

1910-ben 706-an, túlnyomórészt magyar anyanyelvűek lakták.
2001-ben 676 lakosából 482 magyar és 191 szlovák volt.
2011-ben 704 lakosából 478 magyar és 195 szlovák volt.
2021-ben 710 lakosából 314 (+31) magyar, 171 (+4) cigány, 213 (+28) szlovák, 2 egyéb és 10 ismeretlen nemzetiségű volt.

## Neves személyek
- Itt született 1903-ban Dernői Kocsis László magyar újságíró.
- Itt született 1935-ben Baska József magyar festőművész és szobrászművész, érdemes művész.
- Itt tanított Ambrus Ferenc (1959) helytörténeti kutató, kultúraszervező, önkormányzati képviselő, lap- és könyvkiadó.

## Nevezetességei

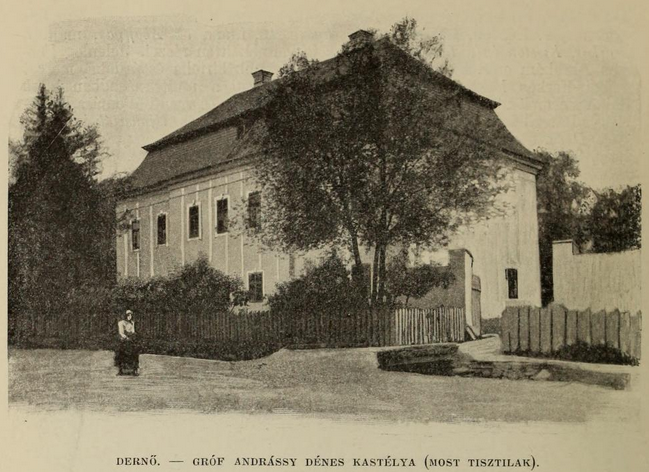
Andrássy Dénes kastélya (1903)
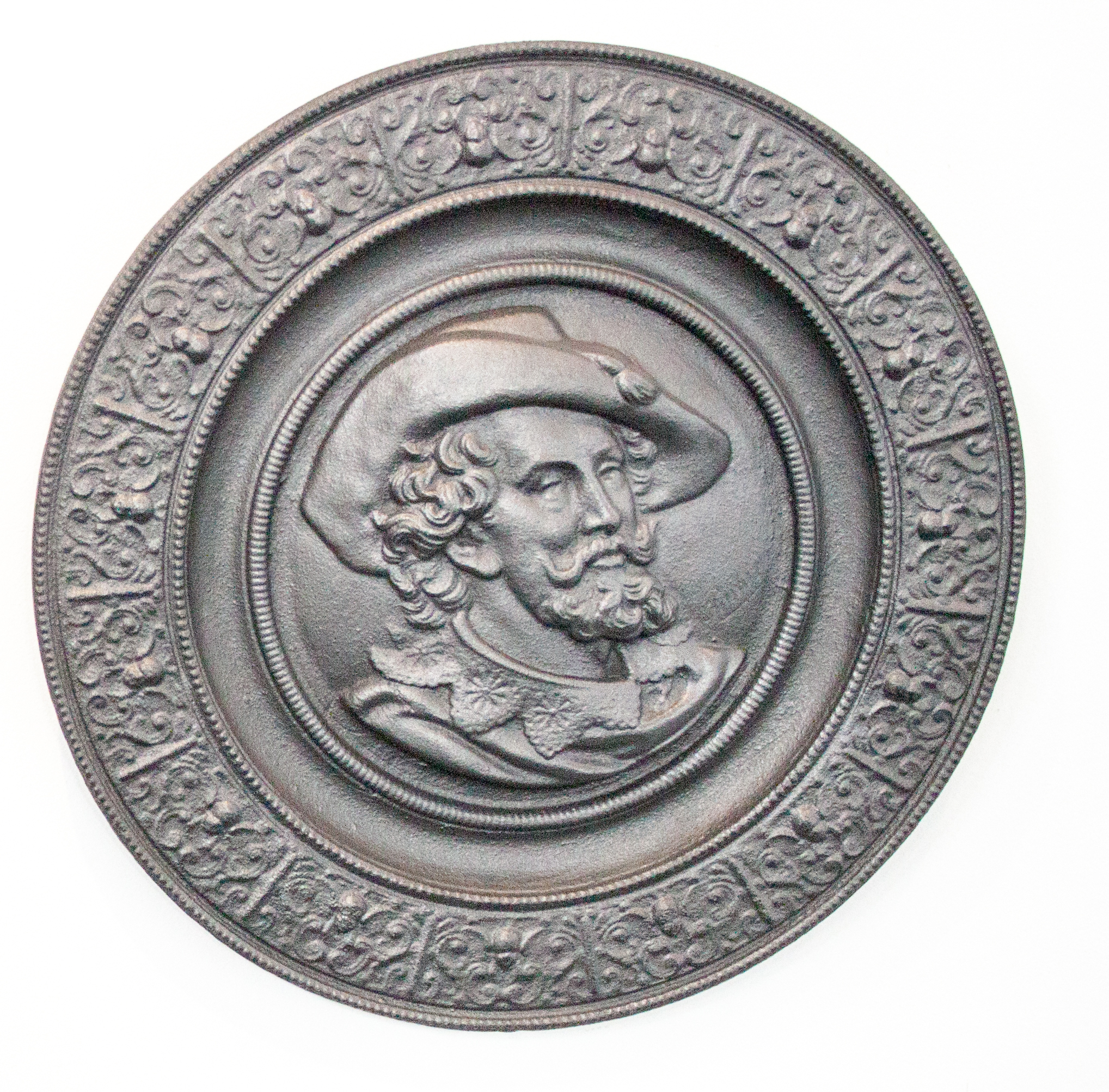
Öntöttvas Rubens-portré, a dernői vasgyár terméke, 1860 körül
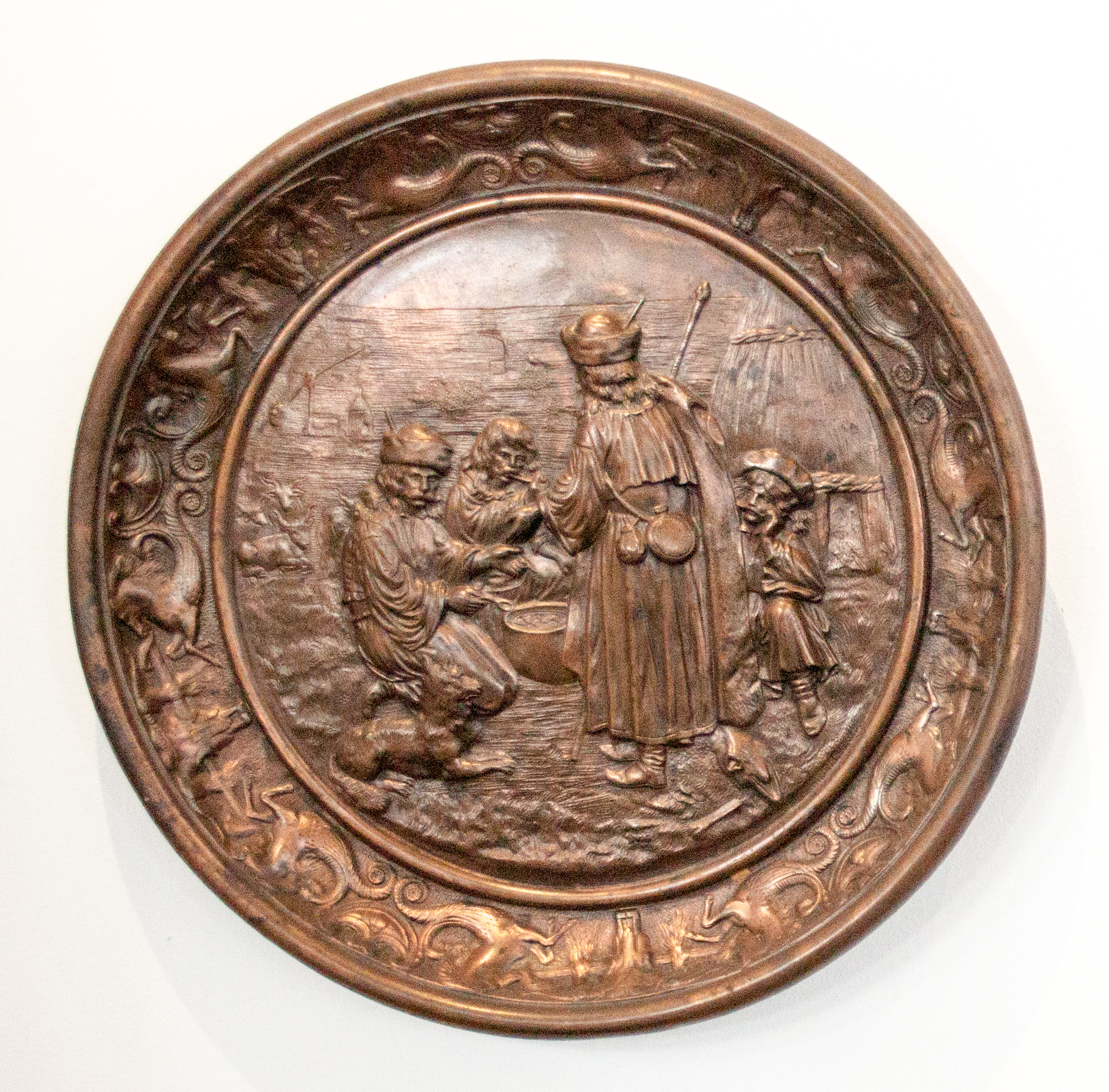
Bronzírozott öntöttvas dísztál, a dernői vasgyár terméke, 1860 körül
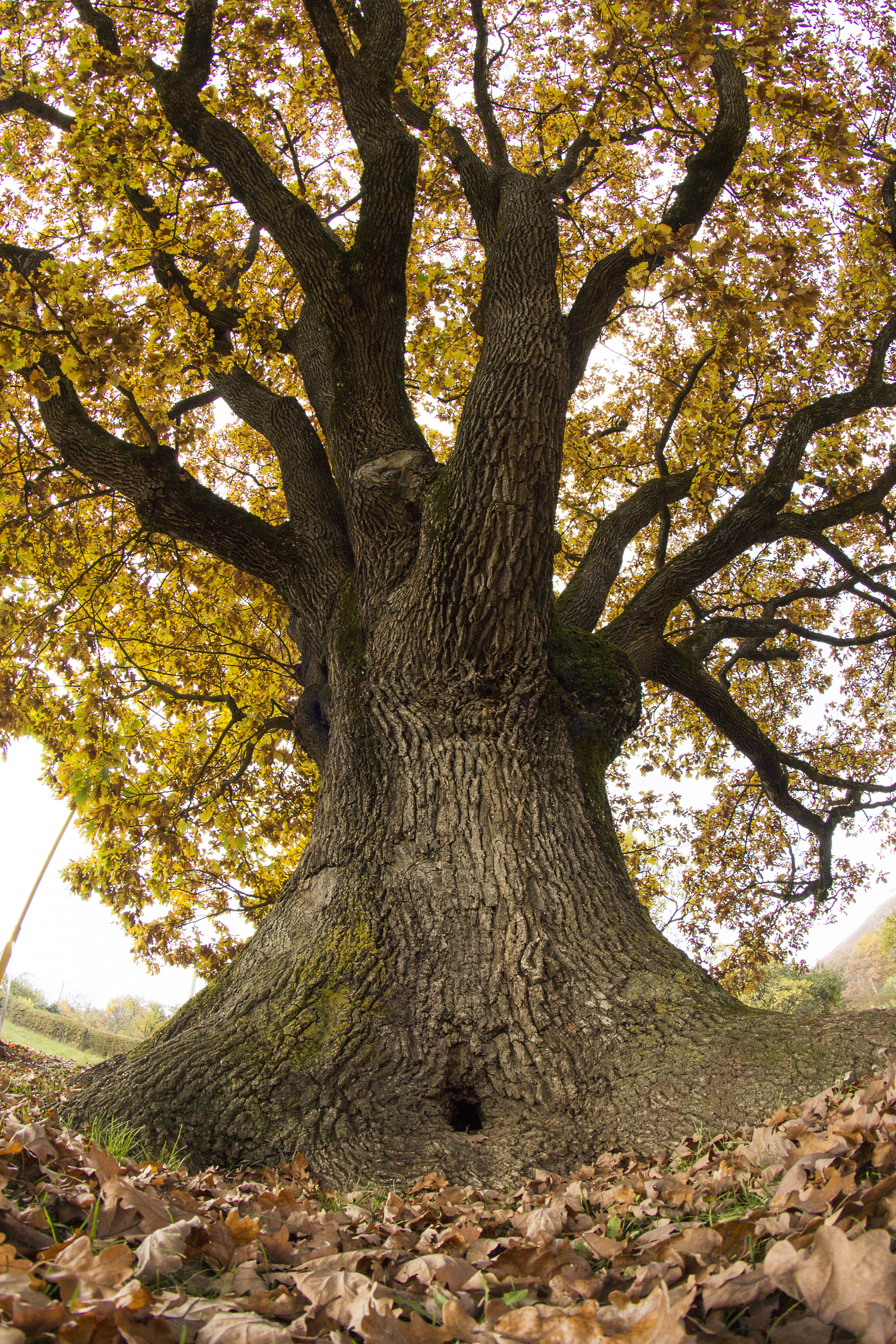

- Szent Miklós tiszteletére szentelt, római katolikus temploma 1779-ben épült barokk-klasszicista stílusban. Értékes kora barokk oltára van.
- Barokk-klasszicista kastélya 18. századi.
- A 19. századi vasgyár romjai ma is láthatók. Itt gyártották egykor a budapesti Széchenyi lánchíd vaselemeit.
- A falu fölött magasodik a 800 méter magas, süveg alakú Somhegy. Nevezetes helyei a Csengőlyuk és a Széllyuk nevű szakadék. Másik nevezetessége a Szörnyűkút, mellette több millió éves csigák és kagylók köves maradványai találhatók.
- Az 1848-49-es Szabadságharc hősi halottainak emlékműve a temetőben.
- Csermosnya-menti Fesztivál
- Közelében található az 1226 méter magas Pipityke hegycsúcs, amely a Rozsnyói-hegység része. Ez a magyar határhoz legközelebb eső, 1200 métert meghaladó hegycsúcs, légvonalban mindössze 17 km-re fekszik tőle. A településről túraútvonalak vezetnek fel rá.